# NGC 2668
NGC 2668 (również PGC 24791 lub UGC 4616) – galaktyka spiralna z poprzeczką (SBab), znajdująca się w gwiazdozbiorze Rysia. Odkrył ją Édouard Jean-Marie Stephan 7 lutego 1877 roku.
W galaktyce tej zaobserwowano supernową SN 2003je.